# Velika Ivanča
Velika Ivanča es una población rural de la municipalidad de Mladenovac, en el distrito de Belgrado, Serbia.

## Superficie
Posee una superficie de 32,19 kilómetros cuadrados.

## Demografía
Hasta 2022 la población era de 1271 habitantes, con una densidad de población de 39,48 habitantes por kilómetro cuadrado.